# Celia Paul
Celia Paul (geboren 11. November 1959 in Trivandrum, Indien) ist eine britische Künstlerin.

## Leben
Celia Paul ist die mittlere von fünf Töchtern des anglikanischen Theologen Geoffrey Paul. Ihr Vater arbeitete eine Zeit als Missionar und als Seminarleiter in Kerala, wo sie aufwuchs. Die Theologin Jane Williams, Ehefrau des Theologen Rowan Williams, ist eine Schwester. Die Familie kehrte 1965 nach England zurück.
Paul studierte von 1976 bis 1981 an der Slade School of Fine Art in London. Sie traf dort auf den Maler Lucian Freud, der seinerzeit einen Lehrauftrag als Tutor wahrnahm. Zwischen 1978 und 1988 war sie eine von Freuds mehreren Frauenbeziehungen. Sie haben den gemeinsamen 1984 geborenen Sohn Frank Paul, der ebenfalls Künstler wurde. Celia Paul stand mehrfach Modell für Freud. Paul arbeitet als Malerin und hatte mehrfach Ausstellungen. Sie malte zwischen 1977 und 2007 vornehmlich Porträts ihrer Mutter, seither auch ihrer Schwestern und Selbstporträts.
Paul heiratete 2011 Steven Kupfer.

## Werke (Auswahl)
Ausstellungen
- Celia Paul : identity. London : Marlborough Fine Art, 2011
- mit Hilton Als: Desdemona for Celia by Hilton. London : Victoria Miro Gallery, 2016

Autobiografie
- Self-Portrait. London : Jonathan Cape, 2019
- Letters to Gwen John. Jonathan Cape, London 2022, ISBN 978-1-78733-337-6.